# Étienne Ier de Penthièvre
Pour les articles homonymes, voir Étienne Ier.
Étienne Ier de Penthièvre (v. 1060 – 13 avril 1135/1136, 1138) fut comte de Trégor et de Guingamp, seigneur de Goëlo, puis comte de Penthièvre de 1093 à sa mort.

## Biographie
Né vers 1060, fils cadet de Éon Ier de Penthièvre et de Agnès de Cornouaille il rassemble par le jeu des héritages l'ensemble des domaines contrôlés par sa famille.
Comte de Trégor et seigneur de Goëlo en 1079 à la mort de son père, il devient comte de Guingamp. Il épouse Havoise fille putative de Thibaut III de Blois et de sa seconde épouse Adèle de Vermandois.
En 1093, Étienne devient comte de Penthièvre à la mort de son frère aîné Geoffroy Ier de Penthièvre et hérite de l'Honneur de Richmond, après la disparition d'Alain (II) le Roux son autre frère.
Dès 1118 il doit faire face à la rébellion de son fils aîné Geoffroy II Botherel qui réclame à l'avance sa part d'héritage et obtient le Penthièvre avec Lamballe et Moncontour et qui prend le titre comtal en 1120. Après sa mort, ses domaines sont partagés entre ses fils.
Étienne est le fondateur en 1134 de l'abbaye Sainte-Croix de Guingamp et le bienfaiteur de l'abbaye de Bégard dont il favorise l'établissement le 10 novembre 1130 selon la tradition. Il obtiendra le droit d'y être inhumé avec son épouse. Selon Jacques Cambry, il aurait aussi fait construire le château de Rustéphan en Nizon : « Ce château fut bâti, dit-on, par un fils des rois de Bretagne, qu'on nomme Etienne, c'est une conjecture sans preuves. On sait qu'en 1250, il appartenoit à Blanche de Castille, épouse de Louis VIII, roi de France, et qu'en 1420, il étoit possédé par un seigneur de Guémenée ».

## Mariage et descendance
De son mariage avec Havoise de Blois, dite de Guingamp, il a pour descendance :
- Geoffroy II dit Botherel, reçoit Penthièvre et Lamballe ;
- Marguerite, épouse Pierre Ier de Kergorlay, seigneur de Quemper-Guezennec ;
- Olive épouse d'Henri de Fougères, devenue veuve elle se remarie avec Guillaume de Saint-Jean, seigneur de Saint-Jean-le-Thomas ;
- Mathilde, épouse de Gautier de Gand. Leur fils est Gilbert de Gand ;
- Tiphaine, épouse de Rabel de Tancarville[7]. Leur fils est William de Tancarville ;
- Henri Ier († 1183), comte de Trégor (avec Guingamp) et seigneur de Goëlo.

L'armorial d'Augustin du Paz imprimé en 1619 mentionne l'existence d'une autre fille mais cette assertion n'est confirmée par aucune source :
- Agnorie (1105-1167) épouse en 1120 d'Olivier II de Dinan.

## Sources
- Frédéric Morvan la Chevalerie de Bretagne et la formation de l'armée ducale 1260-1341 Presses Universitaires de Rennes, Rennes 2009,  (ISBN 9782753508279) « Généalogie no 3 : les Eudonides (branche cadette de la maison de Rennes) ».
- Stéphane Morin, Trégor, Goëlo, Penthièvre. Le pouvoir des Comtes de Bretagne du XIe au XIIIe siècle, Rennes, Presses universitaires de Rennes & Société d'émulation des Côtes-d'Armor, 2010, 406 p. (ISBN 9782753510128), p. 22-26,28,37,94,103,113,114,118-125,127,128,131,138,141,145,154,169-179,182-187,194,202,203,208-210,214,261,217,226-228,237,238,240-242,260,261,263,269-271,273-275,277,380,282,283,286,296-298,302,306-311,316.